# Alcyonium fauri
Alcyonium fauri är en korallart som beskrevs av Studer 1910. Alcyonium fauri ingår i släktet Alcyonium och familjen läderkoraller. Inga underarter finns listade i Catalogue of Life.